# Costellipitar indecoroides
Costellipitar indecoroides is een tweekleppigensoort uit de familie van de Veneridae. De wetenschappelijke naam van de soort is voor het eerst geldig gepubliceerd in 1928 door Yokoyama.